# Winnie-the-Pooh: Sang i Mel 2
Winnie-the-Pooh: Sang i Mel 2 (títol original en anglès, Winnie-the-Pooh: Blood and Honey 2) és una pel·lícula slasher de fantasia independent del 2024 dirigida per Rhys Frake-Waterfield i escrita per Matt Leslie. És la segona entrega de l'univers de la Infància Retorçada i una seqüela de Winnie-the-Pooh: Blood and Honey (2023). Com la seva predecessora, és una paròdia de terror dels llibres de Winnie-the-Pooh d'A.A. Milne i E.H. Shepard. La pel·lícula és protagonitzada per Scott Chambers com a Christopher Robin, i per Ryan Oliva com el personatge principal, amb Tallulah Evans, Teresa Banham, Peter DeSouza-Feighoney, Alec Newman i Simon Callow en papers secundaris. Segueix en Pooh mentre s'embarca en un atac assassí per la ciutat infantil de Christopher Robin per venjar-se d'ell per revelar la seva existència al món. S'ha doblat al català.
Després de l'èxit comercial de Blood and Honey, el director Frake-Waterfield va expressar interès per una seqüela que, finalment, va rebre el llum verd el novembre de 2022. La pel·lícula utilitza elements metaficcionals i la tècnica d'una història en una història, ja que Chambers, Oliva i Eddy McKenzie substitueixen els membres del repartiment originals Nikolai Leon, Craig David Dowsett i Chris Cordell en els papers de Christopher Robin, Winnie-the-Pooh i Piglet, respectivament.
Winnie-the-Pooh: Sang i Mel 2 es va estrenar a Londres el 18 de març de 2024 i als Estats Units el 26 de març de 2024. Va recaptar 7,5 milions de dòlars a tot el món amb un pressupost de 500.000 dòlars.